# 始興-安養-水原戰役
始興-安養-水原戰役，是韓戰開始後，朝鮮人民軍越過38線全面南侵而發起的戰役，結果是韓國始興、安養和水原被朝鮮人民軍佔領。